# Achyra nudalis
Achyra nudalis — бабочка из семейства Огнёвки-травянки, или Травяные Огнёвки, (лат. Crambidae).

## Ареал
Распространена с юга Европы до востока Индии и Монголии. Также обнаружена в Йемене, Нигере, Саудовской Аравии и Южной Африке

## Синонимы названия
- Pyralis nudalis Hübner, 1796
- Achyra nodalis Gundlach, 1891
- Botys lacunalis Zeller, 1852
- Aplographe fulvalis Warren, 1892
- Pionea xanthalis Fawcett, 1916
- Loxostege nudalis var. brunnealis Caradja, 1916
- Nymphula bipunctalis Duponchel, 1831
- Nymphula unipunctalis Duponchel, 1831
- Nymphula pauciferalis Walker, 1866
- Phlyctaenodes kronei Schawerda, 1914
- Phlyctaenodes serenalis Schawerda, 1916
- Pyralis interpunctalis Hübner, 1796
- Loxostege nudalis var. sepialis Caradja, 1935